# Girl on Fire (single)
"Girl on Fire" is een nummer van de Amerikaanse singer-songwriter Alicia Keys. Het nummer verscheen op haar gelijknamige album uit 2012. Op 4 september van dat jaar werd het uitgebracht als de eerste single van het album.

## Achtergrond
"Girl on Fire" is geschreven en geproduceerd door Keys, Salaam Remi en Jeff Bhasker. Tevens kreeg Billy Squier een vermelding als schrijver vanwege een sample van zijn nummer "The Big Beat" uit 1980. Het nummer is geïnspireerd door de geboorte van haar dochter en haar huwelijk met rapper Swizz Beatz. De tekst gaat vooral over de prestaties van vrouwen over de hele wereld, wat wordt verwoord in de meermaals herhaalde regel "She's just a girl and she's on fire". Keys zong het nummer voor het eerst tijdens de MTV Video Music Awards op 6 september 2012.
Naast de singleversie zijn er twee remixen van "Girl on Fire" uitgebracht. Op de Inferno Remix is rapper Nicki Minaj te horen, die een tekst schreef waarin zij onder anderen verwees naar actrice Marilyn Monroe en turnster Gabrielle Douglas, die dat jaar op de Olympische Spelen twee gouden medailles behaalde. De Bluelight-mix is een langzamere versie van het nummer met opnieuw opgenomen vocalen en minder instrumentatie.
"Girl on Fire" werd een wereldwijde hit. Het behaaldde de elfde plaats in de Amerikaanse Billboard Hot 100, terwijl in het Verenigd Koninkrijk de vijfde plaats werd bereikt. Het werd een nummer 1-hit in Oostenrijk, Slowakije en Zuid-Korea en werd een top 10-hit in Brazilië, Canada, Denemarken, Duitsland, Frankrijk, Hongarije, IJsland, Israël, Japan, Mexico, Nieuw-Zeeland, Portugal, Roemenië, Schotland, Spanje, Tsjechië en Zwitserland. In Nederland kwam de single tot de vijfde plaats in zowel de Top 40 als de Single Top 100, terwijl in Vlaanderen de zesde plaats in de Ultratop 50 werd gehaald. Op 19 oktober 2012 ging de videoclip van het nummer in première, geregisseerd door Sophie Muller. In de clip speelt Keys een werkende moeder die voor haar kinderen en haar eigen bejaarde moeder zorgt.

## Hitnoteringen

### Nederlandse Top 40
| Hitnotering: 22-09-2012 t/m 16-03-2013 | Hitnotering: 22-09-2012 t/m 16-03-2013 | Hitnotering: 22-09-2012 t/m 16-03-2013 | Hitnotering: 22-09-2012 t/m 16-03-2013 | Hitnotering: 22-09-2012 t/m 16-03-2013 | Hitnotering: 22-09-2012 t/m 16-03-2013 | Hitnotering: 22-09-2012 t/m 16-03-2013 | Hitnotering: 22-09-2012 t/m 16-03-2013 | Hitnotering: 22-09-2012 t/m 16-03-2013 | Hitnotering: 22-09-2012 t/m 16-03-2013 | Hitnotering: 22-09-2012 t/m 16-03-2013 | Hitnotering: 22-09-2012 t/m 16-03-2013 | Hitnotering: 22-09-2012 t/m 16-03-2013 | Hitnotering: 22-09-2012 t/m 16-03-2013 |
| Week                                   | 1                                      | 2                                      | 3                                      | 4                                      | 5                                      | 6                                      | 7                                      | 8                                      | 9                                      | 10                                     | 11                                     | 12                                     | 13                                     |
| -------------------------------------- | -------------------------------------- | -------------------------------------- | -------------------------------------- | -------------------------------------- | -------------------------------------- | -------------------------------------- | -------------------------------------- | -------------------------------------- | -------------------------------------- | -------------------------------------- | -------------------------------------- | -------------------------------------- | -------------------------------------- |
| Positie                                | 8                                      | 5                                      | 5                                      | 5                                      | 8                                      | 8                                      | 6                                      | 5                                      | 6                                      | 5                                      | 7                                      | 7                                      | 5                                      |
| Week                                   | 14                                     | 15                                     | 16                                     | 17                                     | 18                                     | 19                                     | 20                                     | 21                                     | 22                                     | 23                                     | 24                                     | 25                                     |                                        |
| Positie                                | 9                                      | 9                                      | 12                                     | 18                                     | 23                                     | 23                                     | 25                                     | 29                                     | 32                                     | 32                                     | 37                                     | 40                                     | uit                                    |

### Single Top 100
| Hitnotering: 08-09-2012 t/m 20-04-2013 | Hitnotering: 08-09-2012 t/m 20-04-2013 | Hitnotering: 08-09-2012 t/m 20-04-2013 | Hitnotering: 08-09-2012 t/m 20-04-2013 | Hitnotering: 08-09-2012 t/m 20-04-2013 | Hitnotering: 08-09-2012 t/m 20-04-2013 | Hitnotering: 08-09-2012 t/m 20-04-2013 | Hitnotering: 08-09-2012 t/m 20-04-2013 | Hitnotering: 08-09-2012 t/m 20-04-2013 | Hitnotering: 08-09-2012 t/m 20-04-2013 | Hitnotering: 08-09-2012 t/m 20-04-2013 | Hitnotering: 08-09-2012 t/m 20-04-2013 | Hitnotering: 08-09-2012 t/m 20-04-2013 | Hitnotering: 08-09-2012 t/m 20-04-2013 | Hitnotering: 08-09-2012 t/m 20-04-2013 | Hitnotering: 08-09-2012 t/m 20-04-2013 | Hitnotering: 08-09-2012 t/m 20-04-2013 | Hitnotering: 08-09-2012 t/m 20-04-2013 |
| Week                                   | 1                                      | 2                                      | 3                                      | 4                                      | 5                                      | 6                                      | 7                                      | 8                                      | 9                                      | 10                                     | 11                                     | 12                                     | 13                                     | 14                                     | 15                                     | 16                                     | 17                                     |
| -------------------------------------- | -------------------------------------- | -------------------------------------- | -------------------------------------- | -------------------------------------- | -------------------------------------- | -------------------------------------- | -------------------------------------- | -------------------------------------- | -------------------------------------- | -------------------------------------- | -------------------------------------- | -------------------------------------- | -------------------------------------- | -------------------------------------- | -------------------------------------- | -------------------------------------- | -------------------------------------- |
| Positie                                | 63                                     | 7                                      | 6                                      | 5                                      | 6                                      | 8                                      | 7                                      | 8                                      | 6                                      | 7                                      | 7                                      | 11                                     | 7                                      | 9                                      | 17                                     | 21                                     | 19                                     |
| Week                                   | 18                                     | 19                                     | 20                                     | 21                                     | 22                                     | 23                                     | 24                                     | 25                                     | 26                                     | 27                                     | 28                                     | 29                                     | 30                                     | 31                                     | 32                                     | 33                                     |                                        |
| Positie                                | 14                                     | 20                                     | 23                                     | 29                                     | 33                                     | 33                                     | 51                                     | 37                                     | 34                                     | 39                                     | 48                                     | 54                                     | 55                                     | 52                                     | 75                                     | 84                                     | uit                                    |

### NPO Radio 2 Top 2000
| Nummer met noteringen in de NPO Radio 2 Top 2000 | '12  | '13  | '14  | '15  |
| ------------------------------------------------ | ---- | ---- | ---- | ---- |
| Girl on Fire                                     | 1826 | 1223 | 1812 | 1998 |

1. ↑  Een vetgedrukt getal geeft de hoogste notering aan.
2. ↑  2012 was het eerste jaar met een notering voor dit nummer.
3. ↑  Deze tabel is bijgewerkt tot en met de laatste editie (2024).